# Phiambolia
Phiambolia (лат.) — род суккулентных растений семейства Аизовые (Aizoaceae), подсемейства Ruschioideae, произрастающий на территории Капской провинции Южно-Африканской Республики.

## Название
Родовое латинское научное название Phiambolia представляет собой анаграмму к названию рода Amphibolia, которое изначально было использовано для большинства видов этого рода.

## Таксономия
Phiambolia Klak, первое упоминание в Bradleya 21: 112. (2003).

### Виды
Согласно данным сайта WFO Plantlist на июнь 2023 года, род состоит из 10 видов:
- Phiambolia francisci (L.Bolus) Klak
- Phiambolia gydouwensis (L.Bolus) Klak
- Phiambolia hallii (L.Bolus) Klak
- Phiambolia incumbens (L.Bolus) Klak
- Phiambolia littlewoodii (L.Bolus) Klak
- Phiambolia longifolia Klak
- Phiambolia mentiens Klak
- Phiambolia persistens (L.Bolus) Klak
- Phiambolia similis Klak
- Phiambolia unca (L.Bolus) Klak